# قسم برزاوند الريفي (مقاطعة أردستان)
قسم برزاوند الريفي (بالفارسية: دهستان برزاوند) هي منطقة سكنية تقع في إيران في قسم. يقدر عدد سكانها بـ 3,943 نسمة .